# Karliki (plemię ssaków)
Karliki (Pipistrellini) – plemię ssaków z podrodziny mroczków (Vespertilioninae) w obrębie rodziny mroczkowatych (Vespertilionidae).

## Rozmieszczenie geograficzne
Plemię obejmuje gatunki występujące na całym świecie oprócz terenów arktycznych.

## Systematyka
Do plemienia należą następujące rodzaje:
- Alionoctula Kruskop, Solovyeva & Kaznadzey, 2018
- Scotoecus O. Thomas, 1901 – maurek
- Vansonia A. Roberts, 1946 – jedynym przedstawicielem jest Vansonia rueppellii (J.B. Fischer, 1829) – karlik sucholubny
- Scotozous Dobson, 1875 – nocodekanik – jedynym przedstawicielem jest Scotozous dormeri Dobson, 1875 – nocodekanik hinduski
- Glischropus Dobson, 1875 – grubopalczyk
- Nyctalus Bowdich, 1825 – borowiec
- Pipistrellus Kaup, 1829 – karlik